# Angélica Dass
Angélica Dass (Rio de Janeiro, 1979) és una fotògrafa brasilera resident a Madrid i creadora del projecte artístic Humanæ. El març de 2016 va fer una xerrada TED amb el títol «The beauty of human skin in every color» sobre com els colors de la pell «ens fan veure com a diferents tot i ser iguals».

## Projecte Humanæ
Dass creà el projecte Humanæ l'any 2012 mentre era estudiant. Consisteix en un catàleg de tonalitats de la pell humana que és mostrat com un collage de retrats Pantone. L'exposició artística té com a objectiu crear un diàleg sobre com ens veiem i com veiem els altres d'acord amb l'ètnia i la identitat, i inclou més de 4.000 fotografies de persones de 17 països i 27 ciutats diferents de tot el món. Humanæ és una exposició itinerant i s'ha exhibit en llocs com el Museu Daelim de Seül, el passeig d'Uribitarte de Bilbao, el Festival UPHO Urban Photo de Màlaga, el Museu de la Ciència i la Tecnologia Leonardo da Vinci de Milà, la Conferència de l'ONU sobre Habitatge i Desenvolupament Urbà Sostenible Hàbitat III a Quito l'any 2016, el Museu de la Migració de Londres, i a Kingsport.